# William Castle
William Castle, pseudonimo di William Schloss (New York, 24 aprile 1914 – Los Angeles, 31 maggio 1977), è stato un regista, produttore cinematografico e attore statunitense.

## Biografia

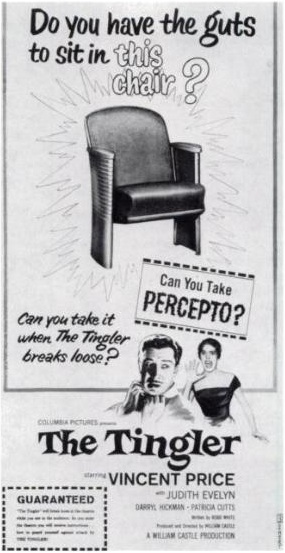
Pubblicità del film Il mostro di sangue che sponsorizza la tecnica "Percepto".

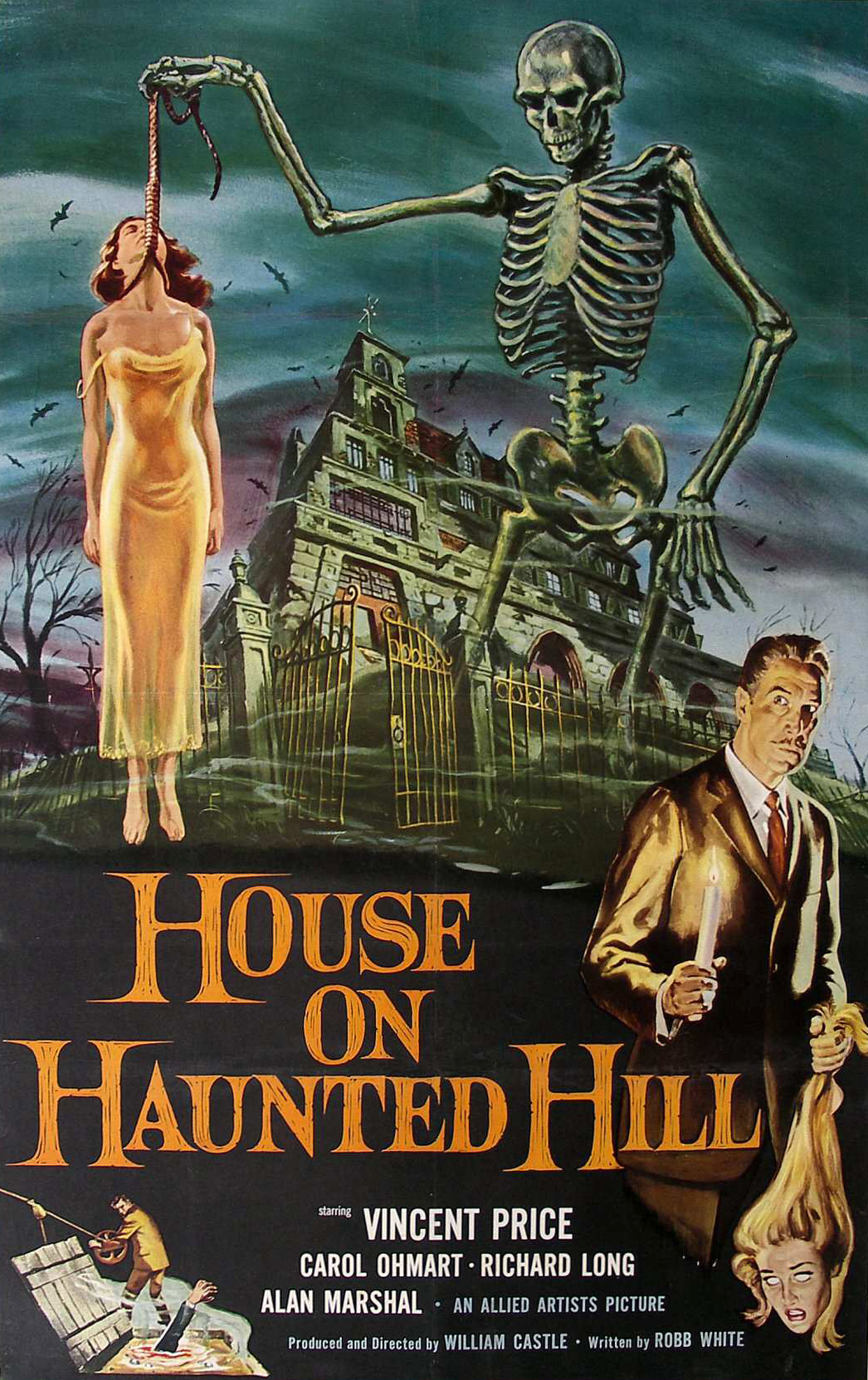
La casa dei fantasmi (1959)

Nacque in una famiglia ebrea e, da adulto, per evitare le allora frequenti discriminazioni, adottò il cognome d'arte di Castle, traducendo letteralmente in inglese il suo vero cognome. Trascorse la maggior parte della sua adolescenza lavorando a Broadway e questo incoraggiò le sue aspirazioni di diventare regista. A 23 anni si trasferì a Hollywood dove, sei anni più tardi, diresse il suo primo film. Lavorò anche come assistente del regista Orson Welles, svolgendo gran parte della seconda unità di luogo di lavoro per il classico noir La signora di Shanghai (1948).
Castle era famoso per dirigere film con molti espedienti e ambiziosi, pur essendo relativamente a basso costo (B-movie). Cinque di questi furono scritti dal romanziere d'avventura Robb White. Di due dei suoi film venne realizzato anche un remake: Il mistero della casa sulla collina nel 1999 e I tredici spettri nel 2001.
Nel 1959, in occasione del film Il mostro di sangue, Castle inventò il sistema definito "Percepto", in cui alcune poltrone delle sale adibite al pubblico erano state munite di fili elettrici. In determinati momenti della proiezione tali fili procuravano brevi scosse in modo da far provare allo spettatore le medesime sensazioni dei protagonisti sullo schermo.
Nel 1968 produsse il film Rosemary's Baby di Roman Polański, comparendovi anche in una piccola parte senza dialoghi (è l'uomo dai capelli grigi che aspetta all'esterno della cabina telefonica, mentre Mia Farrow sta tentando di entrare in contatto con l'ostetrico). Secondo il documentario presente nell'edizione in DVD del film, Castle avrebbe voluto dirigere lui la pellicola ma la casa cinematografica, temendo che la sua reputazione di regista di B-movie potesse nuocere al film, gli preferì Polański. Per la televisione, nel 1957 produsse e diresse diversi episodi della serie Men of Annapolis. Nel 1975 scrive e produce il film Bug - Insetto di fuoco diretto da Jeannot Szwarc, tratto dal romanzo fanta-horror La piaga Efesto di Thomas Page.
Dopo una lunga carriera, morì nel 1977, a Los Angeles, per un infarto. È sepolto al cimitero Forest Lawn Memorial Park a Glendale (California).

## Influenza culturale
- Un documentario sulla sua vita, Spine Tingler! The William Castle Story, diretto da Jeffrey Schwarz, fu presentato all'AFI FEST 2007 a Los Angeles l'8 novembre 2007, vincendo il premio del pubblico per il miglior documentario.
- Nella Serie a fumetti Mister No, nel n. 70 del marzo 1981 scritto da Alfredo Castelli, compare il personaggio di Al Castle, sceneggiatore hollywoodiano perseguitato dal Maccartismo.

## Filmografia

### Regista

#### Cinema
- Coney Island - cortometraggio (1939)
- Black Marketing - cortometraggio (1943)
- The Chance of a Lifetime (1943)
- Klondike Kate (1943)
- Nessuno sa il proprio destino (The Whistler) (1944)
- She's a Soldier Too (1944)
- Notte d'angoscia (When Strangers Marry) (1944)
- The Mark of the Whistler (1944)
- The Crime Doctor's Warning (1945)
- Voice of the Whistler (1945)
- Il caso Foster (Just Before Dawn) (1946)
- Mysterious Intruder (1946)
- The Return of Rusty (1946)
- Crime Doctor's Man Hunt (1946)
- The Crime Doctor's Gamble (1947)
- Texas, Brooklyn & Heaven (1948)
- The Gentleman from Nowhere (1948)
- Cocaina (Johnny Stool Pigeon)  (1949)
- Chicago, bolgia infernale (Undertow) (1949)
- It's a Small World (1950)
- Storia di un detective (The Fat Man) (1951)
- I misteri di Hollywood (Hollywood Story) (1951)
- Non cedo alla violenza (Cave of Outlaws) (1951)
- Forte T (Fort Ti) (1953)
- Gli amori di Cleopatra (Serpent of the Nile) (1953)
- La vendetta di Kociss (Conquest of Cochise) (1953)
- Gli schiavi di Babilonia (Slaves of Babylon) (1953)
- Tamburi a Tahiti (Drums of Tahiti) (1953)
- Jesse James vs. the Daltons (1954)
- Sebastopoli o morte (Charge of the Lancers) (1954)
- La battaglia di Fort River (Battle of the Rogue River) (1954)
- Il guanto di ferro (The Iron Glove) (1954)
- La fortezza dei tiranni (The Saracen Blade) (1954)
- La legge contro Billy Kid (The Law vs. Billy the Kid) (1954)
- I giustizieri del Kansas (Masterson of Kansas) (1954)
- L'americano (The Americano) (1955)
- Rivolta al molo n° 6 (New Orleans Uncensored) (1955)
- L'arma che conquistò il West (The Gun That Won the West) (1955)
- Duello sul Mississippi (Duel on the Mississippi) (1955)
- I banditi del petrolio (The Houston Story) (1956)
- I conquistatori dell'uranio (Uranium Boom) (1956)
- Macabro (Macabre) (1958)
- La casa dei fantasmi (House on Haunted Hill) (1959)
- Il mostro di sangue (The Tingler) (1959)
- I 13 fantasmi (13 Ghosts) (1960)
- Homicidal (1961)
- Mr. Sardonicus (1961)
- Zotz! (1962)
- L'incredibile spia (13 Frightened Girls) (1963)
- Joan Crawford Wardrobe/Makeup Test for 'Strait-Jacket' - cortometraggio (1963)
- Il castello maledetto (The Old Dark House) (1963)
- 5 corpi senza testa (Strait-Jacket) (1964)
- How to Plan a Movie Murder - cortometraggio (1964)
- Passi nella notte (The Night Walker) (1964)
- Gli occhi degli altri (I Saw What You Did) (1965)
- Gioco mortale (Let's Kill Uncle) (1966)
- Un vestito per un cadavere (The Busy Body) (1967)
- Il fantasma ci sta (The Spirit Is Willing) (1967)
- Anno 2118: progetto X (Project X) (1971)
- Shanks (1974)

#### Televisione
- The Man Called X – serie TV, 1 episodio (1956)
- Scienza e fantasia (Science Fiction Theatre) – serie TV, 1 episodio (1956)
- The Californians – serie TV, 2 episodi (1957)
- Men of Annapolis – serie TV, 11 episodi (1957-1958)
- Man with a Camera – serie TV, 1 episodio (1958)
- Target – serie TV, 2 episodi (1958)

### Produttore

#### Cinema
- La signora di Shanghai (The Lady from Shanghai), regia di Orson Welles (1947)
- Macabro (Macabre), regia di William Castle (1958)
- La casa dei fantasmi (House on Haunted Hill), regia di William Castle (1959)
- Il mostro di sangue (The Tingler), regia di William Castle (1959)
- I 13 fantasmi (13 Ghosts), regia di William Castle (1960)
- Homicidal, regia di William Castle (1961)
- Mr. Sardonicus, regia di William Castle (1961)
- Zotz!, regia di William Castle (1962)
- L'incredibile spia (13 Frightened Girls), regia di William Castle (1963)
- Joan Crawford Wardrobe/Makeup Test for 'Strait-Jacket', regia di William Castle - cortometraggio (1963) Non accreditato
- Il castello maledetto (The Old Dark House), regia di William Castle (1963)
- 5 corpi senza testa (Strait-Jacket), regia di William Castle (1964)
- Passi nella notte (The Night Walker), regia di William Castle (1964)
- Gli occhi degli altri (I Saw What You Did), regia di William Castle (1965)
- Gioco mortale (Let's Kill Uncle), regia di William Castle (1966)
- Un vestito per un cadavere (The Busy Body), regia di William Castle (1967)
- Il fantasma ci sta (The Spirit Is Willing), regia di William Castle (1967)
- Anno 2118: progetto X (Project X), regia di William Castle (1971)
- Rosemary's Baby - Nastro rosso a New York (Rosemary's Baby), regia di Roman Polanski (1968)
- La rivolta (Riot), regia di Buzz Kulik (1969)
- Shanks, regia di William Castle (1974) Produttore esecutivo
- Bug - Insetto di fuoco (Bug), regia di Jeannot Szwarc (1975)

#### Televisione
- Men of Annapolis – serie TV, 1 episodio (1957)
- Meet McGraw – serie TV, 4 episodi (1958)
- Ghost Story – serie TV, 22 episodi (1972-1973)